# Arctophila flagrans
Arctophila flagrans is een vliegensoort uit de familie van de zweefvliegen (Syrphidae). De wetenschappelijke naam van de soort is voor het eerst geldig gepubliceerd in 1875 door Osten Sacken.